# The Americans (comentario)
«The Americans (A Canadian's Opinion)» es un comentario del locutor canadiense Gordon Sinclair. Escrito originalmente para una transmisión regular en la radio CFRB en Toronto el 5 de junio de 1973, se convirtió en un fenómeno público y mediático. Algunas estaciones de radio de Estados Unidos lo reprodujeron varias veces al día y lo publicaron como una grabación de audio en varias formas. Ronald Reagan le atribuyó el mérito de brindar consuelo a Estados Unidos en tiempos difíciles, y fue ampliamente redescubierto y difundido cuando Estados Unidos enfrentó nuevas crisis en la década de 2000.

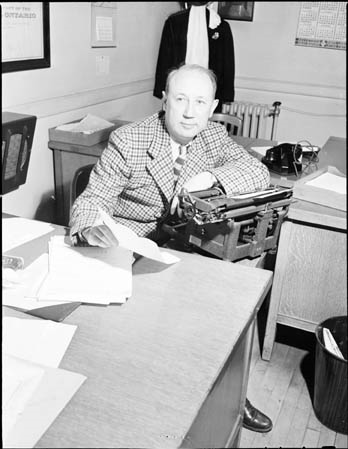
El locutor canadiense Gordon Sinclair, autor de «The Americans»

El 5 de junio, Sinclair habló sobre algunas historias de las noticias del día. Los fuertes y generalizados daños causados por tornados en el Medio Oeste de los Estados Unidos. El río Mississippi estaba en etapa de inundación. La Cruz Roja Americana se enfrentaba a una amenaza inminente de insolvencia. Y el dólar estadounidense alcanzó niveles muy bajos, algo de lo que Sinclair, un observador empedernido del mercado, era muy consciente.
«The Americans» no fue, como se informó ampliamente más tarde, una respuesta airada a los países que criticaban el fracaso estadounidense en la guerra de Vietnam. En cambio, el comentario de Sinclair afirmaba que cuando muchos países enfrentaban crisis económicas o desastres naturales, los estadounidenses se encontraban entre las personas más generosas del mundo al ofrecer asistencia, pero cuando Estados Unidos enfrentaba una crisis, a menudo la enfrentaba solo.

## Versión de Gordon Sinclair
La grabación original de Gordon Sinclair también se lanzó como sencillo, con «The Battle Hymn of the Republic» de fondo, y alcanzó el puesto 24 en las lista Hot 100 de la revista Billboard. Esto convirtió a Sinclair, de 73 años, en la segunda persona viva de mayor edad en tener un éxito en el top 40 de Billboard (Moms Mabley, de 75 años, tuvo un éxito en el top 40 en 1969 con «Abraham, Martin & John»). 
En mayo de 1974, Sinclair le dijo a The Globe and Mail que estaba “harto de escuchar” la grabación y avergonzado por algunas de las inexactitudes que contenía.

### Posicionamiento
| Gráfica (1974)                              | Pico de posición |
| ------------------------------------------- | ---------------- |
| Canadá (RPM Top Singles)                    | 30               |
| Canadá (RPM Country Playlist)               | 40               |
| Canadá (RPM Pop Music Playlist)             | 38               |
| Estados Unidos (Billboard Hot 100)          | 24               |
| Estados Unidos (Cash Box Top 100 Singles)   | 36               |
| Estados Unidos (Record World Singles Chart) | 20               |

## Versión de Byron MacGregor
El editorial se convirtió en un fenómeno en la radio estadounidense después de que el director de noticias y presentador de noticias de CKLW Radio, Byron MacGregor, leyera el comentario de Sinclair al aire. Después de que CKLW (una potente estación de radio de Windsor/Detroit de 50,000 vatios) recibiera muchas solicitudes, Westbound Records lanzó un sencillo de la grabación de MacGregor, con «America the Beautiful» interpretada por la Orquesta Sinfónica de Detroit.
En enero de 1974, el sencillo se convirtió en uno de los discos más vendidos en Estados Unidos, alcanzando ventas de 2 millones al mes de su lanzamiento. El sencillo finalmente vendió tres millones y medio de copias en los Estados Unidos y alcanzó el puesto número 1 en Cash Box, así como el puesto número 4 en la lista Hot 100 de la revista Billboard. Todas las ganancias del sencillo fueron donadas por el propio MacGregor a la Cruz Roja Americana.

### Posicionamiento

#### Gráfica semanal
| Gráfica (1974)                              | Pico de posición |
| ------------------------------------------- | ---------------- |
| Canadá (RPM Top Singles)                    | 42               |
| Estados Unidos (Billboard Hot 100)          | 4                |
| Estados Unidos (Billboard Easy Listening)   | 26               |
| Estados Unidos (Cash Box Top 100 Singles)   | 1                |
| Estados Unidos (Record World Singles Chart) | 1                |

#### Gráfica de fin de año
| Gráfica (1974)                            | Pico de posición |
| ----------------------------------------- | ---------------- |
| Estados Unidos (Cash Box Top 100 Singles) | 86               |

### Certificaciones y ventas
| País                  | Certificación | Ventas    |
| --------------------- | ------------- | --------- |
| Estados Unidos (RIAA) | Platino       | 3 500 000 |

## Versión de Tex Ritter
El cantante de country Tex Ritter también lanzó una versión de la canción, que se publicó pocas semanas después de su muerte en enero de 1974. La versión de Ritter de «The Americans (A Canadian's Opinion)» llegó al puesto número 90 en la lista Hot 100 y al puesto número 35 en la lista Hot Country Singles de la revista Billboard. Fue el último éxito en las listas de Ritter.

### Posicionamiento
| Gráfica (1974)                                      | Pico de posición |
| --------------------------------------------------- | ---------------- |
| Estados Unidos (Billboard Hot 100)                  | 90               |
| Estados Unidos (Billboard Hot Country Singles)      | 35               |
| Estados Unidos (Record World Singles Chart)         | 67               |
| Estados Unidos (Record World Country Singles Chart) | 22               |

## Legado e influencia
En 1981, cuando Ronald Reagan realizó su primera visita de Estado a Canadá, elogió tanto a Sinclair como a MacGregor como figuras que habían brindado a Estados Unidos un tributo inspirador en uno de sus momentos más oscuros. MacGregor también fue honrado póstumamente con el Premio Nacional Americanismo.
«The Americans» interpretada por Byron MacGregor revivió ampliamente en Internet, radio, televisión y periódicos en 2001, tras los ataques del 11 de septiembre de 2001, y nuevamente en 2005, tras el devastador huracán Katrina. Algunas reposiciones del mensaje afirmaron incorrectamente que fue escrito recientemente como una respuesta directa a las crisis recientes; solo en esta cuestión de su autoría, la dirección se ha convertido en parte de una leyenda urbana.

### Respuestas a «The Americans»
- Charles Ashman grabó una canción de agradecimiento en respuesta, titulada «An American's Answer (To Gordon Sinclair)».[24]
- El comediante Albert Brooks se burló de los «The Americans» con su rutina grabada «A Phone Call to Americans».[25]